# Reloj astronómico de Praga
El Reloj Astronómico de Praga (en checo: Staroměstský orloj) es un reloj astronómico medieval localizado en Praga, la capital de la República Checa, situado en 50°5′13.23″N 14°25′15.30″E / 50.0870083, 14.4209167. El reloj se encuentra en la pared sur del Ayuntamiento de la Ciudad Vieja de Praga, siendo una popular atracción turística.

## Descripción

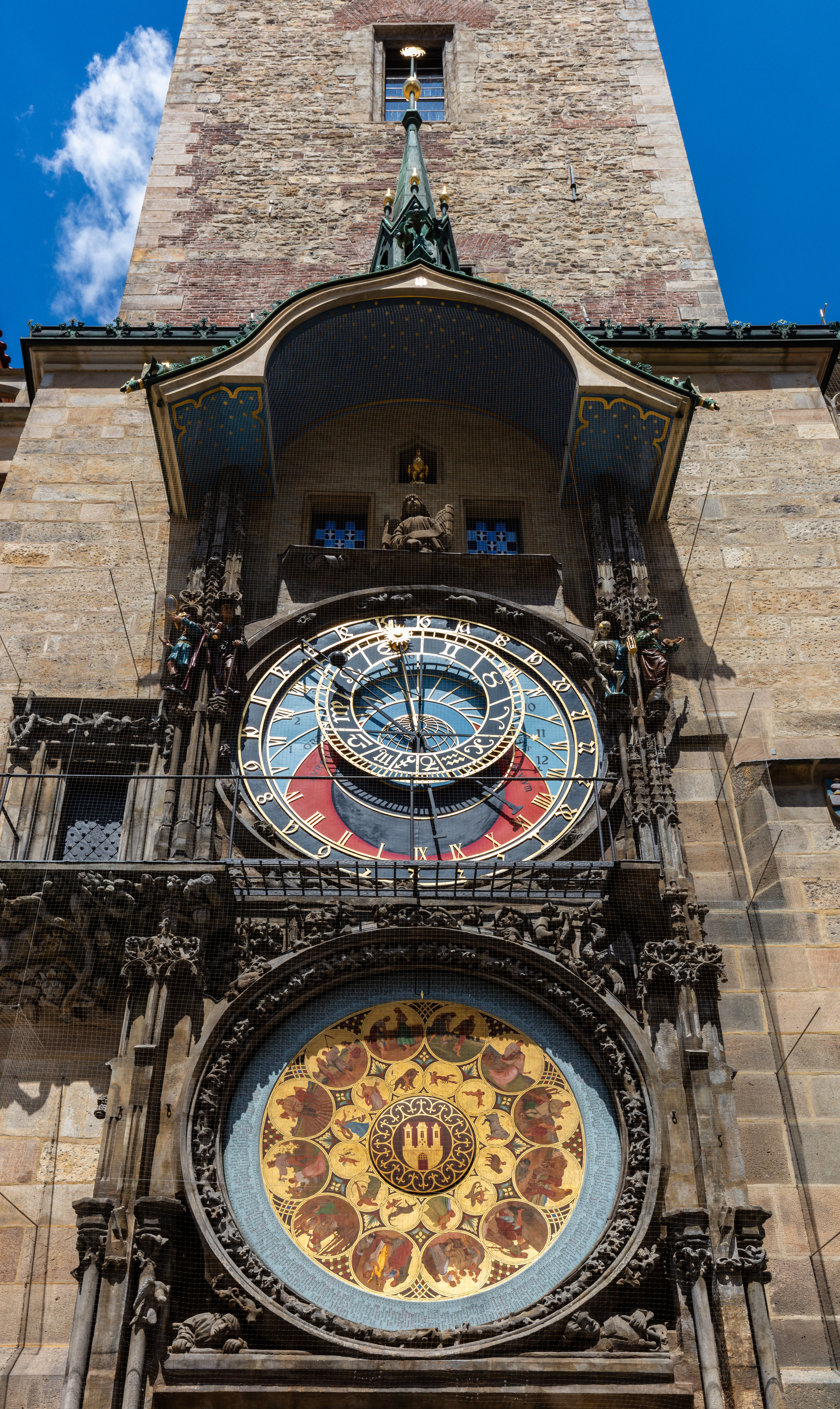
Reloj y Calendario del Ayuntamiento de Praga.

Los tres principales componentes del reloj son:
- El cuadrante astronómico, que además de indicar las 24 horas de día, representa las posiciones del sol y de la luna en el cielo, además de otros detalles astronómicos.
- Las figuras animadas, que incluyen "El paseo de los Apóstoles", un mecanismo de relojería que muestra, cuando el reloj da las horas, las figuras de los doce apóstoles.
- El calendario circular con medallones que representan los meses del año.

## Cuadrante astronómico
El cuadrante astronómico tiene forma de astrolabio, instrumento usado en la astronomía medieval y en la navegación hasta la invención del sextante. Tiene pintado sobre ella representaciones de la Tierra y el cielo, así como de los elementos que lo rodean, especialmente por cuatro componentes principales: el anillo zodiacal, el anillo de rotación, el icono que representa al sol y el icono que representa a la luna.

### Fondo
El fondo representa a la Tierra y la visión local del cielo. El círculo azul del centro representa nuestro planeta y el azul más oscuro la visión del cielo desde el horizonte. Las áreas rojas y negras indican las partes del cielo que se encuentran sobre el horizonte. Durante el día el sol se sitúa en la zona azul del fondo, durante el amanecer y el atardecer sobre la zona roja, mientras que por la noche pasa a situarse en la zona oscura. A la izquierda del reloj (el este), encontramos la aurora y el amanecer; mientras en el oeste encontramos el ocaso y el crepúsculo.

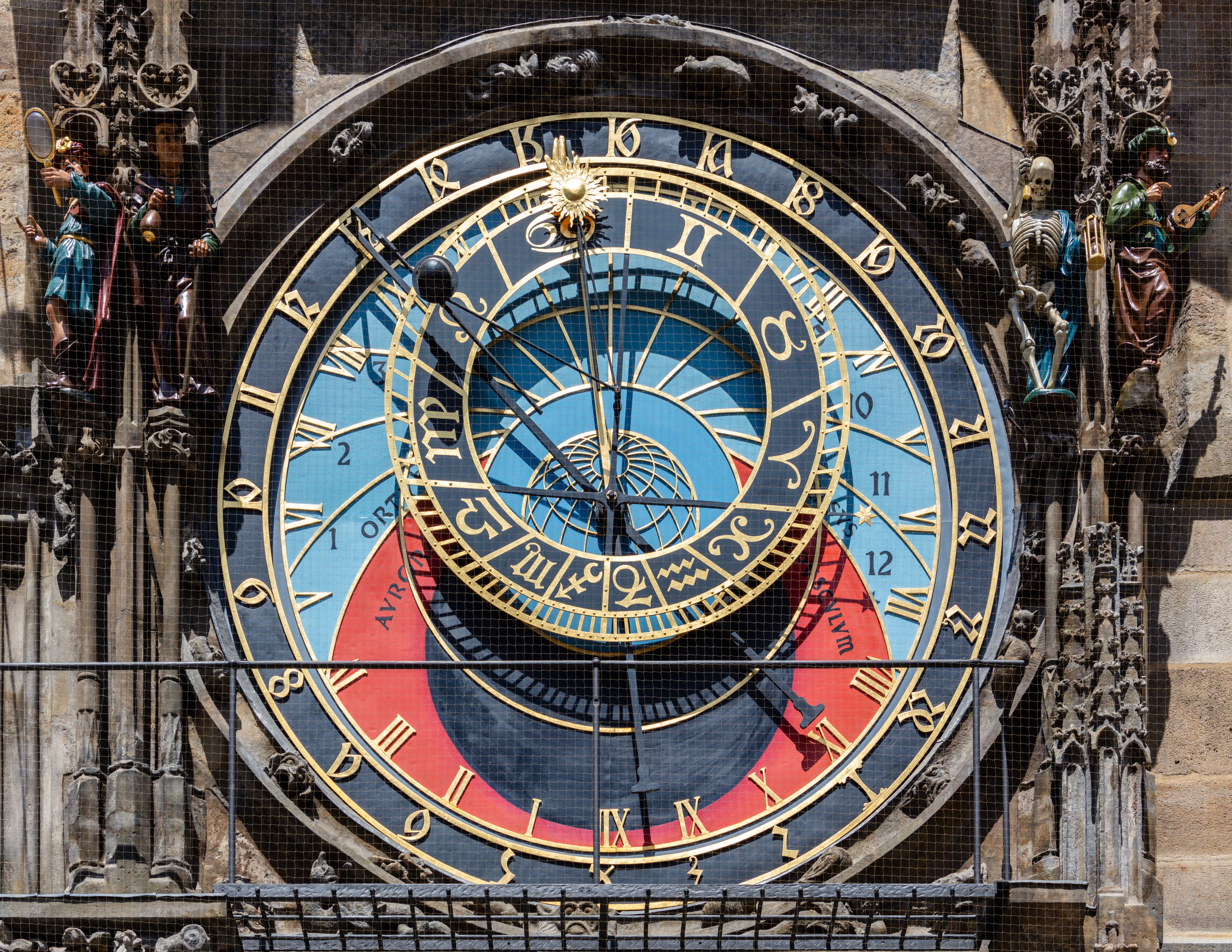
Cuadrante astronómico.

Los números dorados del círculo azul representan las 24 horas del día (el formato estándar), marcando la hora civil de Praga. Pero encontramos también la división de 12 horas, que se definen por el tiempo entre el amanecer y el anochecer y que varía según la duración del día dependiendo de la estación del año.

### Anillo zodiacal
En el interior del círculo negro se encuentra otro círculo con los signos del zodiaco, indicando la localización del sol en la eclíptica. Los signos son mostrados en orden inverso al sentido del reloj. En la fotografía que acompaña a este artículo, el Sol se encuentra en la constelación de Cáncer y moviéndose hacia la de Leo. 
La disposición del círculo zodiacal corresponde al uso de la proyección estereográfica del plano eclíptico que usa el Polo Norte como base de la proyección. Esta disposición es común en cualquier reloj astrológico de este periodo. La pequeña estrella dorada muestra la posición del equinoccio vernal; de esta forma los números romanos también podrían servir para medir el tiempo sideral.

### Escala de tiempo de la antigua Bohemia
En el borde exterior del reloj, el número Schwabacher dorado se encuentra sobre el fondo negro. Estos números indican las horas en la antigua Bohemia, que empieza con el 1 del anochecer. Los anillos se van moviendo durante el año y coinciden con el tiempo solar.

### El sol
El sol dorado se mueve alrededor del círculo zodiacal, describiendo una elipse. El sol se junta con el brazo que tiene la mano dorada, y juntos nos muestran el tiempo de tres formas diferentes:
1. La posición de la mano de oro sobre los números romanos indican la hora local de Praga.
2. La posición del sol sobre las líneas doradas indican las horas en formato de horas desiguales.
3. La posición de la mano dorada sobre el anillo exterior indican las horas después del amanecer según el antiguo horario checo.

Además, la distancia entre el Sol y el centro de la esfera muestra el tiempo entre el anochecer y el amanecer.

### La luna

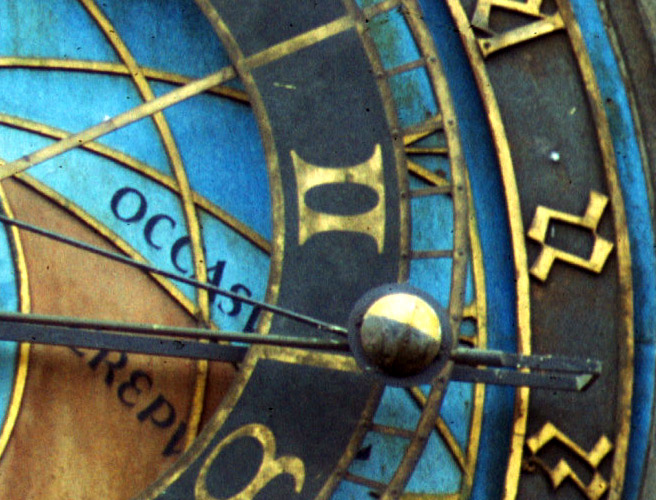

El movimiento de la luna en la elipse se parece al del sol, aunque es mucho más rápido. La esfera lunar (una esfera parcialmente plateada) rota para mostrar las fases de la luna.

### Modelo computacional del reloj astronómico
El movimiento de las diferentes partes mecánicas de la esfera astronómica es demasiado lento como para apreciarlo en tiempo real, pero para comprenderlo, podemos usar el modelo computacional del reloj Archivado el 21 de noviembre de 2020 en Wayback Machine.. (Ver una hoja de cálculo con el modelo computacional [ en formato ODS] o en formato XLS Archivado el 30 de agosto de 2015 en Wayback Machine.).

## Figuras animadas
|  |  |  |

Las cuatro figuras que flanquean el reloj son cuatro alegorías. De izquierda a derecha son:
- La Vanidad, representada por un hombre que sostiene un espejo.
- La Avaricia, representada por un comerciante judío con su bolsa.
- La Muerte, representada por un esqueleto con un reloj de arena.
- La Lujuria, representada por un príncipe turco con su mandolina.

Cada hora las figuras se ponen en movimiento. El vanidoso se mira en el espejo, el avariento mueve su bolsa, el esqueleto blande su guadaña y tira de una cuerda, el lujurioso mueve la cabeza para mostrar que acecha siempre. Todas las figuras mueven sus cabezas negativamente, excepto la de la Muerte, simbolizando que ella tiene siempre la última palabra. Además, las dos ventanas se abren y empieza "El Paseo de los apóstoles". Los doce apóstoles desfilan lentamente asomándose a la ventana precedidos por san Pedro, gracias a un mecanismo circular en el interior sobre el que están ubicados seis a cada lado.
Ventana izquierda
Aparece San Pablo con una espada y un libro, sus atributos característicos; le sigue santo Tomás con un arpón, san Judas Tadeo con un libro en su mano izquierda, san Simón mostrando una sierra (es el patrón de los leñadores), san Bartolomé con un libro y san Bernabé con un papiro.
Ventana derecha
San Pedro con una llave, pues guarda las llaves del cielo. Le siguen san Mateo con un hacha pues es el patrón de constructores, carpinteros y herreros, san Juan, san Andrés con una cruz y Santiago.
Cuando las ventanas se cierran, un gallo añadido en 1882 aletea y canta; después, suenan las campanas en formato de 24 horas.

## Calendario
|  |  |

|  |  |

El calendario fue añadido al reloj en 1870. Los doce medallones representan los doce meses del año. Son obra del pintor checo Josef Mánes. Las cuatro esculturas laterales son de izquierda a derecha:
- Un filósofo.
- Un arcángel (Miguel).
- Un astrónomo.
- Un cronista.

## Leyenda
Según la leyenda escrita por Alois Jirásek, el mecanismo del reloj astronómico fue construido por el maestro Hanuš (cuyo verdadero nombre era Jan Růže) y por su ayudante Jakub Čech en 1490. Los ediles cegaron al maestro Hanus para que no pudiera construirse una copia del reloj. Čech vengó a su maestro introduciendo una mano en el mecanismo, atascándolo e inutilizándolo, a costa de quedar a su vez manco.

## Historia
La parte más antigua del reloj es el mecanismo del cuadrante astronómico que data de 1410. Fue construido por el relojero Nicolás de Kadan y por Jan Šindel, profesor de matemáticas y astronomía de la Universidad Carolina de Praga.
Alrededor de 1490 fueron añadidos el calendario y las esculturas góticas que decoran la fachada. El reloj se detuvo varias veces a partir del 1552, y tuvo que ser reparado tantas veces como fallos tuvo. La reparación de 1552 fue realizada por Jan Táborský, quien escribió un informe en el cual menciona al maestro relojero Hanuš como el diseñador del reloj, cuestión que se demostró ser falsa en el siglo XX d. C.. 
En el siglo XVII d. C. se añadieron las estatuas móviles de los laterales del cuadrante astronómico. Las estatuas en madera de los apóstoles fueron añadidas durante la reparación de 1865-1866.
El reloj sufrió fuertes daños los días 7 y 8 de mayo de 1945, horas antes de la capitulación alemana en Praga, que fue forzada por el avance del Ejército Rojo. Los soldados alemanes dirigieron sus ataques de vehículos blindados y de antiaéreos a la Vieja Ciudad de Praga en un esfuerzo por silenciar la iniciativa provocadora de la radio por parte de la resistencia checa iniciada el 5 de mayo. El Ayuntamiento y los edificios cercanos fueron incendiados junto a las esculturas de madera del reloj y la esfera del calendario de Josef Mánes. Se reparó la maquinaria, y los apóstoles de madera fueron restaurados por Vojtěch Sucharda, un famoso constructor de marionetas. El reloj volvió a funcionar a partir de 1948. El actual relojero, Otakar Zámecník, realizó una reparación general en 1994.
El Reloj Astronómico de Praga es uno de los numerosos relojes de su tipo que se construyeron en los siglos XIV y XV. Otros relojes astronómicos fueron construidos en Norwich, San Albano, Wells, Lund, Estrasburgo, Padua y Mesina.

## Adaptaciones a la música
- La banda de rock argentina Abra Vador hace referencia al Reloj Astronómico de Praga en la canción Reloj.
- La banda de rock PEÓN CUATRO REY también hace referencia al reloj en su tema "Reloj Astronómico de Praga".